# Jul i Tyskland
Jul (Weinachten) inleds i Tysklands familjer i samband med advent. Adventsljusstakar är inte så vanliga utan en Adventskranz  hängs upp eller ställs på bordet. Det är en av granris flätad krans med fyra ljus som tänds en och en varje söndag före jul. Till jultraditioner hör även en Adventskalender (julkalender) där barnen dagligen öppnar en lucka.
Den 6 december kommer Sankt Nikolaus, vilket barnen förbereder genom att ställa fram en sko eller stövel föregående kväll. Barnen får då godis, i vissa fall även presenter som Nikolaus lägger i skon. Under julperioderna arrangeras julmarknader i många städer som också bruka smyckas med julbelysning och annat pynt.
På julaftons eftermiddag den 24 december kläs vanligtvis julgranen. En enklare måltid äts i regel under julaftons kväll. Den stora festmåltiden intas gärna på juldagen. Enligt en enkät från december 2020 var tyskarnas matfavorit på julafton varmkorv med potatissallad (19 procent) och på juldagen stekt gås Weihnachtsgans (28 procent).
Till traditionen hör också besök av en gudstjänst antingen på julafton eller på juldagens morgon. I Tyskland gällde detta år 2017 för ungefär en femtedel av befolkningen. Jultraditionerna kan skilja mellan det katolska södra Tyskland och den protestantistka norra delen. Juldagen och Annandag jul (25 och 26 december) är i hela Tyskland lagstadgade helgdagar.